# Euploea mulciber
Euploea mulciber is een vlinder uit de familie Nymphalidae en de onderfamilie Danainae.
De wetenschappelijke naam werd gepubliceerd in 1777 door Pieter Cramer.

## Kenmerken
De bovenzijde van de vleugels vertonen een blauwe weerschijn bij de juiste lichtinval.

## Verspreiding en leefgebied
Deze giftige vlindersoort komt voor in de bossen van India en zuidelijk China tot Indonesië op open plekken en langs bosranden.

## Waardplanten
De waardplanten zijn  de oleander en Aristolochia-soorten.